# Nicoline van der Sijs
Nicoline van der Sijs (ur. 1  kwietnia 1955 w Heerlen) – holenderska językoznawczyni. Specjalizuje się w lingwistyce historycznej i korpusowej.
W latach 1973–1979 studiowała slawistykę na Uniwersytecie w Utrechcie. Doktoryzowała się w 2001 r. na Uniwersytecie w Lejdzie.
Od 1993 r. redaguje czasopismo lingwistyczne „Trefwoord”. W 2008 r. została mianowana członkiem Fryske Akademy.

## Wybrana twórczość
- Chronologisch woordenboek van het Nederlands. De ouderdom en herkomst van onze woorden en betekenissen (2001)
- Taal als mensenwerk: het ontstaan van het ABN (2004)
- Van Dale Groot Leenwoordenboek. De invloed van andere talen op het Nederlands (2005)

Źródło.